# Alvendre
Alvendre es una freguesia portuguesa del concelho de Guarda, con 12,94 km² de superficie y 231 habitantes (2001). Su densidad de población es de 17,9 hab/km².